# Ministeri d'Afers Exteriors del Kazakhstan
El ministeri d'Afers Exteriors del Kazakhstan (en kazakh: Сыртқы істер министрлігі, Syrtqy ıster ministrlıgı; en rus: Министерство иностранных дел) és el ministeri governamental kazakh que supervisa les relacions exteriors del Kazakhstan.